# Резекненская частная польская гимназия
Резекненская частная польская гимназия (пол. Prywatne Gimnazjum Polskie w Rzeżycy) — польская средняя школа в Резекне, Латвия, существовавшая с 1921 по 1940 год, одна из трёх польскоязычных гимназий в довоенной Латвии.

## История
Организаторами гимназии были Станислава Довгяллувна и Антоний Талат Келпш. Она была образована в результате преобразования частной польской средней школы в Резекне. До 1922 года директором школы была Станислава Довгяллувна.
Школа начала свою работу 21 ноября 1921 года, когда было зачислено 12 учеников. Через год были открыты 2 класса с 34 учениками, а в 1923/1924 учебном году в 4 классах уже было 84 ученика. Позже школа сменила местоположение: обучение началось в здании на ул. Бр. Скринду 3, а с 1928 года школа находилась на ул. Калпака 25. Позже была переименована в Государственную польскую гимназию в Резекне. В 1923 году директором школы стал Антоний Талат Келпш, а после его отставки директором стала его жена Ольга Талат Келпш. Она занимала эту должность до 1940 года.